# Det Danske Spejderkorps
Det Danske Spejderkorps (DDS) er Danmarks største spejderorganisation for børn og unge af begge køn og er medlem af drengespejdernes WOSM og pigespejdernes verdensorganisationer WAGGGS. Det Danske Spejderkorps har 35.872 medlemmer
Det Danske Spejderkorps er ikke tilknyttet noget kirkesamfund, men er alligevel forpligtet til efter spejderbevægelsens grundprincipper at udvikle spejderen åndeligt.
Det Danske Spejderkorps er ejer af Spejder Sport som ud over at sælge spejderudstyr også sælger udstyr til friluftsliv, klatring, ski og kajak.
H.K.H. Prinsesse Benedikte er protektor for Det Danske Spejderkorps.

## Formål
Det er Det Danske Spejderkorps' erklærede formål er at udvikle børn og unge til vågne, selvstændige mennesker, der er villige til efter bedste evne at påtage sig et medmenneskeligt ansvar i det danske samfund og ude i verden.

## Historie
Det Danske Spejderkorps blev stiftet den 16. december 1910 af Hans Hartvig-Møller, ritmester Cay Lembcke, Oscar Hansen, P. Nørgaard og E. Bøcher, men har rødder til 20. november 1909 hvor den først patrulje, under voksen ledelse af rektor Hartvig-Møller, blev oprettet på Gammel Hellerup Gymnasium. Der var også patruljer i gang på dette tidspunkt andre steder i landet, inspireret af forskellig omtale af spejderarbejdet i England og på drengenes eget initiativ, men patruljen på Gammel Hellerup Gymnasium, med Ove Holm som patruljefører, var nok det første strukturerede tiltag til en spejdergruppe. Ligesom i England blev også en del piger fanget af ideen, og Det Danske Pigespejderkorps har altid betragtet 10. oktober 1910 som sin 'fødselsdag', idet den dag blev en pigepatrulje oprettet i Frederiksberg Drengetrop.
Nedenunder kan ses en tabel med højdepunkter i DDS' og til dels DDPs historie.
| Årstal | DDP                                                                                              | DDS                                                                                              |
| ------ | ------------------------------------------------------------------------------------------------ | ------------------------------------------------------------------------------------------------ |
| 1909   |                                                                                                  | Den første patrulje dannes 20. november                                                          |
| 1910   | Den første pigepatrulje dannes                                                                   | Det Danske Spejderkorps stiftes 16. december                                                     |
| 1911   | Den første pigetrop dannes                                                                       |                                                                                                  |
| 1912   |                                                                                                  | Første søspejderpatrulje i Danmark KFUM bliver en del af DDS                                     |
| 1913   |                                                                                                  | Første danske spejderlejr. Den blev afholdt på Kalø med 634 deltagere                            |
| 1916   | Første korpslejr for pigerne                                                                     | KFUM-spejderne danner deres eget korps                                                           |
| 1920   |                                                                                                  | 1. verdensjamboree afholdes, korpset vinder pokalen for tovtrækning                              |
| 1922   | Spejderskolen Korinth oprettes                                                                   | Korpset bliver medlem af WOSM                                                                    |
| 1924   |                                                                                                  | 2. verdensjamborre bliver afholdt i danmark i Ermelunden                                         |
| 1928   | WAGGS stiftes                                                                                    |                                                                                                  |
| 1945   | Søspejder for piger starter                                                                      | Det opgøres at 24 spejdere fra DDS døde i frihedskamp                                            |
| 1947   |                                                                                                  | 1. jamborette afholdes i Rold skov                                                               |
| 1973   | Det Danske Spejderkorps og Det Danske Pigespejderkorps lægges sammen til Det Danske Spejderkorps | Det Danske Spejderkorps og Det Danske Pigespejderkorps lægges sammen til Det Danske Spejderkorps |
| 1983   | Korpset køber skibet RAN                                                                         | Korpset køber skibet RAN                                                                         |
| 1997   | Brejning Efterskole indvies.                                                                     | Brejning Efterskole indvies.                                                                     |
| 2007   | Reload-07 afholdes for at fejre Spejderbevægelsens 100 års jubilæum                              | Reload-07 afholdes for at fejre Spejderbevægelsens 100 års jubilæum                              |
| 2010   | Korpset fylder 100 år                                                                            | Korpset fylder 100 år                                                                            |
| 2012   | Spejdernes Lejr afholdes for første gang                                                         | Spejdernes Lejr afholdes for første gang                                                         |
| 2017   | Den anden Spejdernes Lejr afholdes i Sønderborg                                                  | Den anden Spejdernes Lejr afholdes i Sønderborg                                                  |
| 2020   | Al spejderaktivitet bliver indstillet i marts måned på grund af Coronavirus.                     | Al spejderaktivitet bliver indstillet i marts måned på grund af Coronavirus.                     |

### Medlemstallets udvikling
| År    | 1973  | 1974  | 1975  | 1976  | 1977  | 1978  | 1979  | 1980  | 1981  | 1982  | 1983  | 1984  | 1985  | 1986  | 1987  | 1988  | 1989  | 1990  | 1991  | 1992  | 1993  | 1994  |
| Antal | 41000 | 40170 | 40824 | 41853 | 41157 | 41634 | 41185 | 40301 | 39279 | 38197 | 38629 | 38970 | 37308 | 34475 | 32127 | 31786 | 32379 | 33867 | 34691 | 34978 | 34840 | 35991 |
| År    | 1995  | 1996  | 1997  | 1998  | 1999  | 2000  | 2001  | 2002  | 2003  | 2004  | 2005  | 2006  | 2007  | 2008  | 2009  | 2010  | 2011  | 2012  | 2013  | 2014  | 2015  | 2016  |
| Antal | 35306 | 34142 | 33657 | 32568 | 32332 | 32332 | 30599 | 28533 | 29537 | 28737 | 27747 | 29240 | 28366 | 26042 | 26016 | 26468 | 26190 | 26711 | 27160 | 28641 | 35511 | 35980 |

Tallene her stammer fra DDS Jubilæumsskrift og viser medlemstallene siden sammenlæggelsen mellem Det Danske Pigespejderkorps og Det Danske Spejderkorps.
Det er værd at bemærke at DDS i 2015 skiftede system til at tælle medlemmer, og at hvis man havde fortsat på den gamle hvis ville der have været 29633 medlemmer i 2015.

## Organisationsstruktur
Det Danske Spejderkorps er opbygget på følgende vis:
Korpsrådet - Korpsrådet er DDS' generalforsamling og den øverste myndighed. Korpsrådet består af to repræsentanter fra hver enhed. Korpsrådmødet holdes en gang årligt i November, og her tages der beslutninger omkring korpsets fremtidige drift. Der vælges 10 personer til korpsledelsen og 2 forpersoner, 'Spejderchefer' til at lede bestyrelsen.
Korpsledelsen - Korpsledelsen er Det Danske Spejderkorps bestyrelse. Korpsledelsen ansætter en Generalsekretær til at varetage den dalgige ledelse.
Divisionerne - Divisionerne omfatter grupperne i et samlet geografisk område.
Grupperne - Grupperne er ganske simpelt bare en sammenslutning af mennesker, som har søgt tilladelse til at være spejdere under DDS.
Afdelingerne - En inddeling af spejderne i en gruppe i mindre afdelingerne, tilsvarende deres alder eller evner.
Korpskontor - Samlebetegnelse for alle ansatte i korpset, der refererer til generalsekretæren.

## Aldre og afdelinger
I grupperne arbejder spejderne som regel aldersopdelt. Der er normalt et ugentligt møde, hvor de laver aktiviteter, der passer til deres evner og alder. Derudover holdes der i grupperne, divisionerne og i korpset lejre.
- Spejderne på 3-6 år (Familiespejdere)[5]
- Spejdere på 6-10 år (Mikro- og minispejdere)
- Spejdere på 10-12 år (Juniorspejdere)
- Spejdere på 12-16 år (Tropsspejdere)
- Spejdere på 16-24 år (Seniorspejdere)

## Løb og lejre
Der bliver hvert år arrangeret mange løb og lejre i Det Danske Spejderkorps. De fleste ligger i weekender eller ferier.
Den første korpslejr blev afholdt i 1913 ved Kaløvig.

### Blå Sommer
Blå Sommer var den største og mest kendte lejr i Det Danske Spejderkorps. Lejren blev afholdt hvert 5. år. Siden 1989 blev den blevet afholdt på arealerne ved Stevninghus Spejdercenter. Den sidste lejr blev afholdt i sommeren 2009. Blå Sommer kan siges at være blevet erstattet af Spejdernes Lejr.

### Løb
Da en del af spejdermetoden går ud på at patruljen fungerer selvstændigt, og spejderne lærer at samarbejde og løse opståede problemer, kan spejderne deltage i en sund konkurrence om færdigheder og opgaveløsning. Dette sker på gruppeplan, men spejderne i troppen søger gerne større udfordringer. Gennem tiden har man holdt landspatruljeturneringer, men disse er i DDS afløst af en række forskellige større, landsdækkende konkurrencer i form af spejderløb i adventurespejdligaen:
- Solaris[6]
- Nathejk[7]
- Dilleløbet[8]
- Fenris[9]
- Wasa Wasa[10]
- Dinizuli[11]
- CCMR[12]
- Alligatorløbet[13]
- Zaxsez[14]
- Apokalypseløbet[15]
- Sværdkamp[16]
- Bispestaven[17]
- Invictusløbet[18]
- Seditio[19]
- CICERO-løbet[20]

## Kurser
Det Danske Spejderkorps' uddannelsestilbud består af Ungdomskurser, Lederkurser og Fokuskurser. Derudover er der uddannelsesmoduler på Uddannelsesmarkedet.

### Ungdomskurser
DDS udbyder tre forskellige typer ungdomskuser, som hver er rettet mod deres målgruppe. Kurserne finder sted over hele Danmark og i enkelte tilfælde udenlands eller til vands. Kursernes planlægges og afvikles af kursernes respektive teams, der består af ældre spejdere.
PUF er kurserne for de ældste juniorspejdere i alderen 11-12. PUF udvikler spejderens outdoor-, samarbejds- og patruljeledelsesfærdigheder og foregår i Store bededagsferien. Prisen for hele kurset ligger på omtrent 1.000 kroner.
PLan-kurserne er et tilbud for tropsspejdere i alderen 12-16 år. PLan afholdes hvert år i uge 42, og har fokus ledelse og spejderrelaterede færdigheder. Kurserne er inddelt i 4 kategorier: På PLan-start, PLan 1, PLan 2 og PLan 3, som hver har deres målgruppe. I 2018 udbød DDS 17 forskellige kurser.
PLUS er for de seniorspejdere i aldersguppen 16-23 med et behov for at komme ud af deres respektive gruppe og lære om spejderværdier sammen med ligesindede. PLUS-start, som er rettet mod de yngste seniorspejdere, afholdes i uge 42, mens PLUS Projektledelse, Adventure, KlanX og Tværkorpsligt tager sig ud i påsken.

### Lederkurser
Som en del af den frivillige uddannelse af spejderledere udbydes der fem lederkurser, som har til formål at "udstyre med redskaber, der kan gøre dit eget - og måske især andres spejderliv - endnu federe". DDS afholder fem slags lederkurser: 'Lederintroduktion', 'Ledelse af børn og unge', 'Ledelse af voksne', 'Spejderidentitet' og 'Ledertræning, Instruktion og Vejledning'.

## Tamburkorps
Som en del af Det Danske Spejderkorps findes tamburkorpsene:
- Rosenholm Tambourkorps**
- Aalborg Tambourkorps*
- Århus Skov Tambourkorps*
- Holstebro Tambourkorps**
- Galten Tambourkorps*
- Kolding Tambourkorps*
- Haderslev Tambourkorps
- Odense Tamburkorps
- Herlev Tambourkorps*
- Stenløse Tambourkorps
- Allerød spejdernes Tambourkorps og Brassband**
- Store Heddinge Spejdernes Tamburkorps*

I Tamburkorpsene er alt opbygget ud fra DDS' grundprincipper. Tamburkorpsene har på instrumenter som marchtromme, tenortromme, stortromme, fløjte, trompet, lyre, og nogle steder euphonium og tuba samt andre dybe blæseinstrumenter.
Desuden har de tamburmajorer og fanebærere.
* Tambourkorpset er lukket
** Tambourkorpset er meldt ud af DDS og startet som selvstændig musikforening